# Agardhiella truncatella
Agardhiella truncatella е вид охлюв от семейство Argnidae. Видът не е застрашен от изчезване.

## Разпространение
Разпространен е в Австрия, Албания, Босна и Херцеговина, Гърция, Италия, Северна Македония, Словения, Сърбия (Косово), Хърватия и Черна гора.

## Описание
Популацията на вида е стабилна.